# Konstanze Lauterbach
Konstanze Lauterbach (* 30. April 1954 in Ronneburg; † 24. Mai 2025 in Berlin) war eine deutsche Schauspiel- und Opernregisseurin.

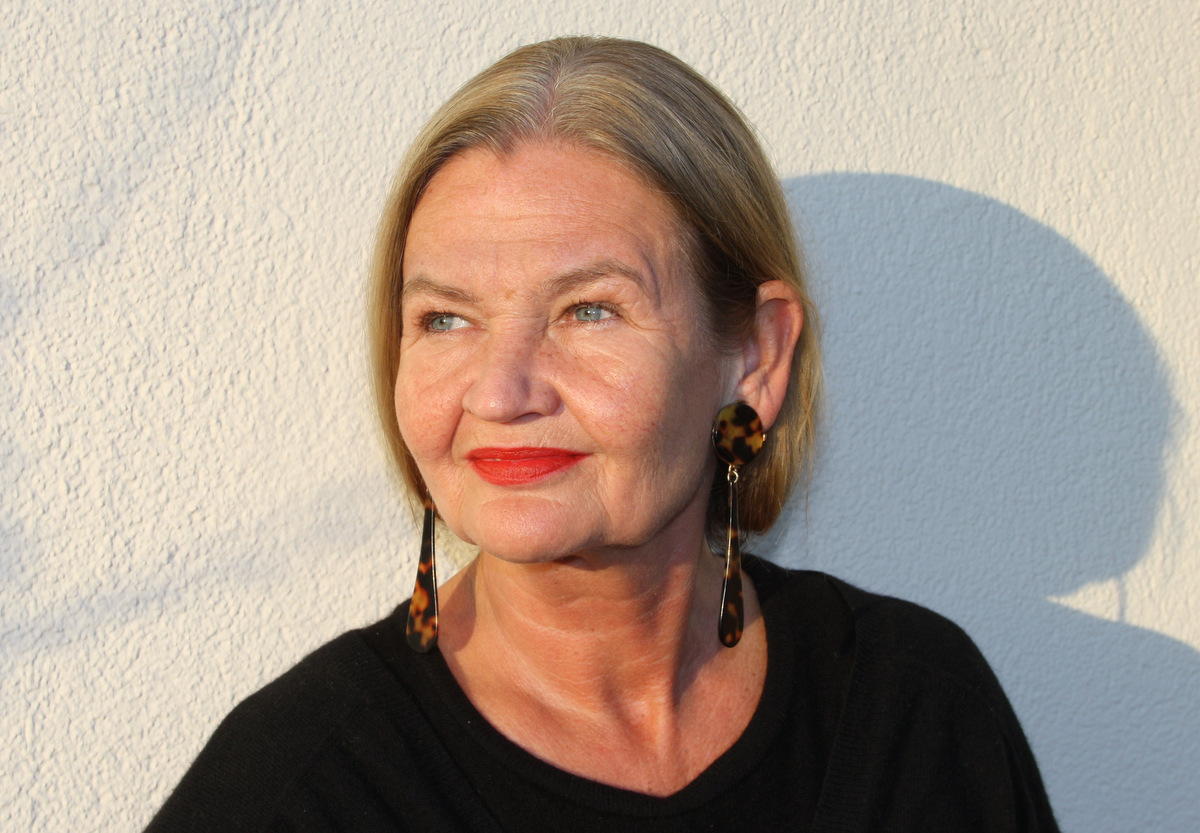
Konstanze Lauterbach (2015)

## Leben
Nachdem sie 1972 das Abitur in Gera abgelegt hatte, absolvierte Konstanze Lauterbach eine Berufsausbildung als Textilfacharbeiterin. Von 1974 bis 1976 arbeitete sie als Requisiteurin am Theater Gera. Es folgte ein Studium der Germanistik und Literaturwissenschaft an der damaligen Karl-Marx-Universität in Leipzig. In diese Zeit fallen ihre ersten Regiearbeiten am Poetischen Theater der Karl-Marx-Universität (u. a. Athol Fugards Aussagen nach einer Verhaftung auf Grund des Gesetzes gegen Unsittlichkeit).
Von 1982 bis 1984 war Konstanze Lauterbach als Regieassistentin am Schauspielhaus in Karl-Marx-Stadt tätig und leitete das Theater im Foyer. Es folgten erste Engagements als Regisseurin am Theater Altenburg und am Theater Nordhausen. Von 1987 bis 1990 war sie feste Regisseurin am Theater Rudolstadt und fiel dort mit starken, eigenwilligen Arbeiten (darunter Carmen Kittel von Georg Seidel und Santerre von Peter Brasch) der überregionalen Fachpresse auf.
Im Jahre 1991 wurde sie als Hausregisseurin an das Schauspiel Leipzig berufen und legte während ihrer Tätigkeit bis zum Jahr 2000 Inszenierungen vor, die den künstlerischen Erneuerungsprozess des Hauses nach dem Zusammenbruch der DDR maßgeblich prägten. Ihre Inszenierung von Federico García Lorcas Stück Bernarda Albas Haus  wurde 1993 vom ZDF aufgezeichnet. Die Besessene von Mark Galesnik wurde im selben Jahr zum Berliner Theatertreffen eingeladen.
Seit Mitte der 1990er Jahre wandte sich Konstanze Lauterbach auch der Gattung Oper zu. Sie arbeitete u. a. am Theater Bremen, für die Wiener Festwochen, am Theater Bonn, am Residenztheater (München), dem Burgtheater Wien, der Volksbühne am Rosa-Luxemburg-Platz und an der Dresdner Semperoper. 
Von 2001 bis 2003 war sie in der Intendanz von Bernd Wilms Hausregisseurin am Deutschen Theater Berlin. Danach arbeitete sie als freie Regisseurin für Schauspiel und Oper, u. a. am Hessischen Staatstheater Wiesbaden, am Staatstheater Braunschweig, am Deutschen Nationaltheater Weimar, am Landestheater Coburg, am Schauspiel Essen, am Hans Otto Theater Potsdam und am Volkstheater Rostock.
Konstanze Lauterbachs Regiearbeiten zeichneten sich durch starke Bildhaftigkeit und die Verschmelzung von Schauspiel mit Elementen des Tanztheaters, wie es etwa Pina Bausch entwickelt hat, aus. Sie hat sich insbesondere um die Rezeption der Stücke von Federico García Lorca in Deutschland verdient gemacht, von dem sie auch seltener gespielte Texte (wie Yerma, Mariana Pineda und Doña Rosita bleibt ledig) inszenierte. 
Auf dem Gebiet der Oper engagierte sie sich ebenfalls für bislang selten aufgeführte Werke: so zum Beispiel für Siegfried Wagners Schwarzschwanenreich (Thüringer Landestheater Rudolstadt, 1994), für Pietro Mascagnis Isabeau (Staatstheater Braunschweig, 2011), Zdeněk Fibichs Šárka (Staatstheater Braunschweig, 2012) oder Rodion Konstantinowitsch Schtschedrins Oper Lolita (Hessisches Staatstheater Wiesbaden, Deutsche und Deutschsprachige Erstaufführung, 2011).
Konstanze Lauterbach war Mitglied der Sächsischen Akademie der Künste.

## Auszeichnungen
- 1993 Nachwuchsregisseurin des Jahres (gewählt durch die Kritiker der Fachzeitschrift Theater heute)
- 1996  Deutscher Kritikerpreis
- 2002  Caroline-Neuber-Preis der Stadt Leipzig

## Inszenierungen (Auswahl)
- 1990: Rozznjogd von Peter Turrini, Schauspiel Leipzig
- 1991: Krankheit der Jugend von Ferdinand Bruckner, Schauspiel Leipzig
- 1992: Der Mann von La Mancha, Schauspiel Leipzig
- 1993: Bernarda Albas Haus von Federico García Lorca (aufgezeichnet vom ZDF), Schauspiel Leipzig
- 1993 Die Besessene von Mark Galesnik, Schauspiel Leipzig
- 1994: Baal (Brecht) von Bertolt Brecht, Schauspiel Leipzig
- 1994: Die Leiden des jungen Werthers, eigene Fassung mit Cornelia Oehme, Schauspiel Leipzig
- 1995: Der aufhaltsame Aufstieg des Arturo Ui (Co-Produktion des Stadttheaters Klagenfurt mit den Wiener Festwochen)
- 1995: Sterne am Morgenhimmel von Alexander Galin, Theater Bremen
- 1995/96: Tango von Sławomir Mrożek, Burgtheater Wien
- 1995: Lieblieb von Ludwig Fels, Schauspiel Leipzig
- 1995 Der fliegende Holländer von Richard Wagner, Badisches Staatstheater Karlsruhe
- 1996: Doña Rosita bleibt ledig von Federico García Lorca, Theater Bremen
- 1997: Kabale und Liebe, Schauspiel Leipzig
- 1998: Mutter Courage und ihre Kinder von Bertolt Brecht, Burgtheater Wien
- 1999: Pelléas und Mélisande von Maurice Maeterlinck, Schauspiel Leipzig
- 2000: Giselle von Adolphe Adam, Tanztheater Volksbühne Berlin
- 2001: Mariana Pineda von Federico García Lorca am Schauspiel Bonn, Fernsehaufzeichnung durch den WDR
- 2001: Lady Macbeth von Mzensk von Dmitri Dmitrijewitsch Schostakowitsch, Theater Bremen
- 2001: Bluthochzeit von Federico García Lorca, Deutsches Theater Berlin
- 2001/02: Armut, Reichtum, Mensch und Tier von Hans Henny Jahnn, Theater Bremen
- 2002: Trauer muss Elektra tragen von Eugene O’Neill, Deutsches Theater Berlin
- 2002: Casting von Alexander Galin, Deutsches Theater Berlin
- 2003: Mädchen in Uniform von Christa Winsloe, Hessisches Staatstheater Wiesbaden
- 2004: Die Zofen von Jean Genet, Deutsches Theater Berlin
- 2004: Medea von Hans Henny Jahnn, Theater Bremen
- 2004: Carmen (Oper), Semperoper Dresden
- 2005: Der Hofmeister von Jakob Michael Reinhold Lenz, Theater Bremen
- 2005: Ariane et Barbe-Bleue von Paul Dukas, Theater Bremen
- 2006: Zement von Heiner Müller, Schauspiel Leipzig
- 2006: Die Amazonen von Stefan Schütz, Theater Bremen
- 2006: Die tätowierte Rose von Tennessee Williams, Hessisches Staatstheater Wiesbaden
- 2007: Pelléas et Mélisande von Claude Debussy, Theater Bremen
- 2007: Die Jüdin von Toledo von Franz Grillparzer, Hessisches Staatstheater Wiesbaden
- 2008: Libussa von Franz Grillparzer, Düsseldorfer Schauspielhaus
- 2008: Die Tochter der Luft von Hans Magnus Enzensberger nach Pedro Calderón de la Barca, Schauspiel Leipzig
- 2009: Lulu von Alban Berg, Hessisches Staatstheater Wiesbaden
- 2010: Michael Kohlhaas (Theaterfassung von Konstanze Lauterbach und Dagmar Borrmann), Hessisches Staatstheater Wiesbaden
- 2010: Lady Macbeth von Mzensk von Dmitri Dmitrijewitsch Schostakowitsch, Staatstheater Braunschweig
- 2011: Isabeau von Pietro Mascagni, Staatstheater Braunschweig
- 2011: Lolita von Rodion Shchedrin nach Vladimir Nabokov, Hessisches Staatstheater Wiesbaden
- 2011: Die Kinder Agamemnons (Iphigenie/Elektra/Orest) am Hessischen Staatstheater Wiesbaden (Fassung von Konstanze Lauterbach und Dagmar Borrmann), 2012 eingeladen zum „16th International Festival of Ancient Greek Drama“ in Zypern
- 2012: Šárka von Zdenek Fibich, Staatstheater Braunschweig
- 2012: Die Troerinnen von Euripides, Deutsches Nationaltheater Weimar
- 2012: Lucia di Lammermoor von Gaetano Donizetti, Hessisches Staatstheater Wiesbaden
- 2012: Graf Öderland von Max Frisch, Schauspiel Essen
- 2013: Schiwagos Odyssee nach Motiven von Boris Pasternak, Deutsches Nationaltheater Weimar
- 2013: Aida von Giuseppe Verdi, Staatstheater Braunschweig
- 2013: Hexenjagd von Arthur Miller, Hessisches Staatstheater Wiesbaden
- 2013: Eugen Onegin von Peter Tschaikowsky, Landestheater Coburg
- 2014: Medea von Euripides, Schauspiel Essen
- 2014: Zur schönen Aussicht von Ödön von Horváth, Landestheater Coburg
- 2015: Norma von Vincenzo Bellini, Landestheater Coburg
- 2017: Antigone von Sophokles, Landestheater Coburg
- 2017 Schiff der Träume nach dem gleichnamigen Film von Federico Fellini, Volkstheater Rostock
- 2017: Das Leben des Galilei von Bertolt Brecht, Schauspiel Essen
- 2018: Aufstieg und Fall der Stadt Mahagonny von Bertolt Brecht (Libretto) und Kurt Weill (Musik), Landestheater Coburg
- 2019 Peer Gynt von Henrik Ibsen, Volkstheater Rostock
- 2019: Das achte Leben (für Brilka) von Nino Haratischwili, Hans Otto Theater Potsdam
- 2020: Othello von William Shakespeare, Landestheater Coburg
- 2021: Das Wunder von Mailand von Cesare Zavattini, Bearbeitung für die Bühne von Peter Zadek, Volkstheater Rostock